# Campeonato Sul-Americano de Futebol de 1937
O Campeonato Sul-Americano de Futebol de 1937 foi a 14ª edição da competição entre seleções da América do Sul realizado entre 27 de dezembro de 1936 e 1 de fevereiro de 1937. 
Participaram da disputa seis seleções: Argentina, Brasil, Chile, Paraguai, Peru e Uruguai. As seleções jogaram em turno único, como Argentina e Brasil acabaram empatados houve a necessidade de um jogo desempate. A Seleção Argentina foi a campeã.
Foi a primeira edição a ter jogos noturnos e a permitir a substituição de jogadores.

## Organização

### Sede
| Buenos Aires           | Buenos Aires            |
| ---------------------- | ----------------------- |
| Estadio Alvear y Tagle | Estadio Viejo Gasómetro |
| Capacidade: 40 000     | Capacidade: 75 000      |
|                        |                         |

### Árbitros
- Alfredo Vargas.
- Aníbal Tejada.
- Virgílio Antônio Fedrighi.
- José Bartolomé Macías.

## Tabela
- Resultado no segundo tempo em parenteses.

27 de dezembro de 1936
| Brasil        | 3 - 2 (2-0) | Peru             | Estadio Gasómetro, Buenos Aires Árbitro: Alfredo Vargas (Chile) |
| Roberto 7'    |             | T. Fernández 55' | Estadio Gasómetro, Buenos Aires Árbitro: Alfredo Vargas (Chile) |
| Afonsinho 30' |             | Villanueva 58'   |                                                                 |
| Niginho 57'   |             |                  |                                                                 |

30 de dezembro de 1936 
| Argentina   | 2 - 1 (2-0) | Chile    | Estadio Gasómetro, Buenos Aires Árbitro: Aníbal Tejada (Uruguay) |
| Varallo 30' |             | Toro 73' | Estadio Gasómetro, Buenos Aires Árbitro: Aníbal Tejada (Uruguay) |
| Varallo 43' |             |          |                                                                  |

2 de janeiro de 1937
| Paraguai        | 4 - 2 (3-2) | Uruguai    | Estadio Gasómetro, Buenos Aires Árbitro: Virgílio Antônio Fedrighi (Brasil) |
| A. Ortega 9'    |             | Varela 16' | Estadio Gasómetro, Buenos Aires Árbitro: Virgílio Antônio Fedrighi (Brasil) |
| A. González 35' |             | Varela 28' |                                                                             |
| Erico (p) 38'   |             |            |                                                                             |
| A. Ortega 79'   |             |            |                                                                             |

3 de janeiro de 1937
| Brasil            | 6 - 4 (5-3) | Chile        | Estadio Camilo Cichero, Buenos Aires Árbitro: José Bartolomé Macías (Argentina) |
| Patesko 2'        |             | Avendaño 19' | Estadio Camilo Cichero, Buenos Aires Árbitro: José Bartolomé Macías (Argentina) |
| Carvalho Leite 6' |             | Toro 25'     |                                                                                 |
| Patesko 26'       |             | Riveros 40'  |                                                                                 |
| Luizinho 35'      |             | Toro 73'     |                                                                                 |
| Luizinho 40'      |             |              |                                                                                 |
| Roberto 68'       |             |              |                                                                                 |

6 de janeiro de 1937
| Uruguai     | 4 - 2 (2-2) | Peru             | Estadio Gasómetro, Buenos Aires Árbitro: Aníbal Tejada (Uruguay) |
| Camaití 16' |             | T. Fernández 29' | Estadio Gasómetro, Buenos Aires Árbitro: Aníbal Tejada (Uruguay) |
| Varela 31'  |             | Magallanes 40'   |                                                                  |
| Varela 56'  |             |                  |                                                                  |
| Píriz 79'   |             |                  |                                                                  |

9 de janeiro de 1937
| Argentina    | 6 - 1 (3-0) | Paraguai        | Estadio Gasómetro, Buenos Aires Árbitro: Alfredo Vargas (Chile) |
| Scopelli 5'  |             | A. González 86' | Estadio Gasómetro, Buenos Aires Árbitro: Alfredo Vargas (Chile) |
| García 8'    |             |                 |                                                                 |
| Zozaya 33'   |             |                 |                                                                 |
| Scopelli 54' |             |                 |                                                                 |
| Zozaya 75'   |             |                 |                                                                 |
| Zozaya 82'   |             |                 |                                                                 |

10 de janeiro de 1937
| Uruguai | 0 - 3 (0-1) | Chile         | Estadio Gasómetro, Buenos Aires Árbitro: José Bartolomé Macías (Argentina) |
|         |             | Toro 17'      | Estadio Gasómetro, Buenos Aires Árbitro: José Bartolomé Macías (Argentina) |
|         |             | Arancibia 59' |                                                                            |
|         |             | Toto 83'      |                                                                            |

13 de janeiro de 1937
| Brasil             | 5 - 0 (2-0) | Paraguai | Estadio Gasómetro, Buenos Aires Árbitro: José Bartolomé Macías (Argentina) |
| Patesko 31'        |             |          | Estadio Gasómetro, Buenos Aires Árbitro: José Bartolomé Macías (Argentina) |
| Luizinho 42'       |             |          |                                                                            |
| Luizinho 51'       |             |          |                                                                            |
| Carvalho Leite 59' |             |          |                                                                            |
| Patesko 67'        |             |          |                                                                            |

16 de janeiro de 1937
| Argentina  | 1 - 0 (0-0) | Peru | Estadio Gasómetro, Buenos Aires Árbitro: Aníbal Tejada (Uruguay) |
| Zozaya 55' |             |      | Estadio Gasómetro, Buenos Aires Árbitro: Aníbal Tejada (Uruguay) |

17 de janeiro de 1937
| Paraguai          | 3 - 2 (1-2) | Chile    | Estadio Gasómetro, Buenos Aires Árbitro: Aníbal Tejada (Uruguay) |
| Amarilla 5'       |             | Toro 8'  | Estadio Gasómetro, Buenos Aires Árbitro: Aníbal Tejada (Uruguay) |
| Flor 47'          |             | Toro 32' |                                                                  |
| Núñez Velloso 78' |             |          |                                                                  |

19 de janeiro de 1937
| Brasil             | 3 - 2 (1-1) | Uruguai        | Estadio Gasómetro, Buenos Aires Árbitro: José Bartolomé Macías (Argentina) |
| Carvalho Leite 36' |             | Villadóniga 1' | Estadio Gasómetro, Buenos Aires Árbitro: José Bartolomé Macías (Argentina) |
| Bahia 72'          |             | Píriz 66'      |                                                                            |
| Niginho 77'        |             |                |                                                                            |

21 de janeiro de 1937
| Peru           | 2 - 2 (2-1) | Chile       | Estadio Gasómetro, Buenos Aires Árbitro: José Bartolomé Macías (Argentina) |
| J. Alcalde 1'  |             | Torres 16'  | Estadio Gasómetro, Buenos Aires Árbitro: José Bartolomé Macías (Argentina) |
| J. Alcalde 26' |             | Carmona 70' |                                                                            |

23 de janeiro de 1937
| Argentina   | 2 - 3 (0-1) | Uruguai      | Estadio Gasómetro, Buenos Aires Árbitro: Alfredo Vargas (Chile) |
| Varallo 63' |             | Ithurbide 5' | Estadio Gasómetro, Buenos Aires Árbitro: Alfredo Vargas (Chile) |
| Zozaya 68'  |             | Píriz 51'    |                                                                 |
|             |             | Varela 58'   |                                                                 |

24 de janeiro de 1937
| Paraguai | 0 - 1 (0-1) | Peru        | Estadio Monumental, Buenos Aires Árbitro: Aníbal Tejada (Uruguay) |
|          |             | Lavalle 43' | Estadio Monumental, Buenos Aires Árbitro: Aníbal Tejada (Uruguay) |

30 de janeiro de 1937
| Argentina  | 1 - 0 (0-0) | Brasil | Estadio Gasómetro, Buenos Aires Árbitro: Aníbal Tejada (Uruguay) |
| García 48' |             |        | Estadio Gasómetro, Buenos Aires Árbitro: Aníbal Tejada (Uruguay) |

Bolívia desistiu.

## Jogo desempate
- Argentina 0-0  Brasil
- Prorrogação:  Argentina 2-0  Brasil

## Classificação
| Equipo    | Pts | PJ | PG | PE | PP | GF | GC | Dif |
| --------- | --- | -- | -- | -- | -- | -- | -- | --- |
| Argentina | 8   | 5  | 4  | 0  | 1  | 12 | 5  | 7   |
| Brasil    | 8   | 5  | 4  | 0  | 1  | 17 | 9  | 8   |
| Uruguai   | 4   | 5  | 2  | 0  | 3  | 11 | 14 | -3  |
| Paraguai  | 4   | 5  | 2  | 0  | 3  | 8  | 16 | -8  |
| Chile     | 3   | 5  | 1  | 1  | 3  | 12 | 13 | -1  |
| Peru      | 3   | 5  | 1  | 1  | 3  | 7  | 10 | -3  |

| Campeonato Sul-Americano de Futebol de 1937 |
| ------------------------------------------- |
| Argentina Campeão (5º título)               |

### Goleadores
| Jogador         | Seleção | Gols |
| --------------- | ------- | ---- |
| Raúl Toro       | CHI     | 7    |
| Alberto Zozaya  | ARG     | 5    |
| Severino Varela | URU     | 5    |
| Luisinho        | BRA     | 4    |
| Patesko         | BRA     | 4    |

### Melhor jogador do torneio
- Vicente de la Mata

## Campanha do Brasil
O Brasil estreou contra o Peru. 3 a 2. Roberto recebeu de Patesko. Affonsinho bate falta, a cobrança bate na barreira e volta para Afonsinho marcar. Os peruanos descontaram com Fernandez. Passe de Bahia para Niginho marcar. Villanueva fez o segundo dos peruanos.  Na segunda partida, 6 a 4 sobre o Chile. Passe de Tim para Patesko. Luisinho passa a Leite. 2 a 0. Toro passa a Avendano. 2 a 1. Toro empatou o jogo. Luisinho cede a Patesko. 3 a 2. Roberto cruza e Lusinho faz de letra.  Riveros descontou. 4 a 3. Leite passa a Luisinho. 5 a 3. Toro marca para o Chile. O sexto gol foi olímpico de Roberto.
Brasil 5 a 0 no Paraguai. Afonso tira a bola de Enrico, passa a Patesko. 1 a 0. Roberto dribla Aguirre e entrega a Luisinho. 2 a 0. Patesko centra a Carvalho Leite. 3 a 0. Leite chuta na trave e Lusinho pega o rebote. 4 a 0.  Luisinho dribla Aguirre e passa a Patesko. 5 a 0.  Brasil 3 a 2 no Uruguai. Varella dribla Afonso e centra para Villadonica abrir o marcador. 0 a 1. Roberto cruza e Leite de cabeça empata. Varella para Piriz. 1 a 2. Patesko cruza e Martinez faz contra. 2 a 2. Roberto para Nigino. 3 a 2. Na última partida, o Brasil perdeu o título para a Argentina. 1 a 0. Guayta bateu o corner, Zozaya desviou de cabeça e Garcia fuzilou.